# Condado de Henderson (Texas)
O condado de Henderson é um dos 254 condados do estado norte-americano do Texas. A sede do condado é Athens, e sua maior cidade é Athens.
O condado possui uma área de 2 458 km² (dos quais 194 km² estão cobertos por água), uma população de 73 277 habitantes, e uma densidade populacional de 32 hab/km² (segundo o censo nacional de 2000).
O condado foi criado em 1846.